# Give It Away
Give It Away е тринадесетият издаден сингъл на американската фънк рок група Ред Хот Чили Пепърс. Това е първата песен от супер успешния Blood Sugar Sex Magik и първият голям световен хит на групата.
Въпреки че в началото много радиостанции отказват да въртят парчето, впоследствие сингълът получава международна слава и се изкачва до номер едно в класацията Billboard Modern Rock Tracks. Видеоклипът към песента, който е режисиран от Стефан Седнауи, се излъчва много често по MTV и необичайната му визия допринася за големия успех.
Музиката е написана от Джон Фрушанте и Майкъл Балзари по време на джем сешън. Текста към песента е на Антъни Кийдис и е вдъхновен от случка по време на неговата връзка с пънк певицата Нина Хаген. Веднъж, когато Кийдис разглежда дрехите на Хаген в гардероба ѝ, забелязва интересно яке и ѝ казва, че е много готино. Тя му казва да го задържи за себе си. Кийдис е шокиран и тя му обяснява, че „ако имаш гардероб пълен с дрехи и ги държиш само за себе си животът ти ще стане твърде малък, но ако имаш гардероб пълен с дрехи и някой забележи нещо, което харесва и ти му го подариш – тогава светът става по-добро място“. Тези разсъждения повлияват много силно на Кийдис, който дотогава е мислил по обратния начин.

## Класации
| Класация (1991)                   | Позиция |
| --------------------------------- | ------- |
| U.S. Billboard Hot 100            | 73      |
| U.S. Billboard Modern Rock Tracks | 1       |
| UK Singles Chart                  | 9       |
| Irish Singles Chart               | 19      |
| Australian ARIA Singles Chart     | 41      |
| French Singles Chart              | 49      |